# Polkovnichi
Polkovnichi (del ruso: Полковничий) o Polkovnichie (Полковничье) es un jútor del raión de Tuapsé del krai de Krasnodar, en el sur de Rusia. Está situado en las estribaciones meridionales del extremo oeste del Cáucaso Occidental, en el curso alto del río Dzhubga, 45 km al noroeste de Tuapsé y 71 km al sur de Krasnodar, la capital del krai. Tenía 58 habitantes en 2010.
Pertenece al municipio Dzhubgskoye.

## Historia
La localidad fue fundada en 1866 como derevnia Polkovnichia.

## Transporte
Al este de la localidad pasa la carretera federal M4 Don Moscú-Novorosíisk.